# Аль-Кувейт (стадіон)
Спортивний стадіон Аль-Кувейт Кайфан (араб. ملعب نادي الكويت) — багатофункціональний стадіон у Кувейті. В основному, використовується для футбольних матчів і приймає матчі клубу «Аль-Кувейт». Стадіон вміщує 18 500 осіб.
Він також приймав матчі збірної Кувейту у відбірковому турнірі чемпіонату світу з футболу 2010 року, на який команда не змогла вийти у фінальну стадію. Стадіон багато разів приймав фінальні матчі Кубка еміра і Кубка кронпринца протягом. Збірна Кувейту грала на ньому свої домашні матчі на Кубку націй Перської затоки в 1974 році, в якому Кувейт виграв свій третій титул.